# Smalle waterpest
Smalle waterpest (Elodea nuttallii) is een vaste, meerjarige waterplant die behoort tot de waterkaardefamilie (Hydrocharitaceae).
Deze inheemse plant uit Noord-Amerika is vanaf 1939 aanwezig in West- en Centraal-Europa en komt voor in meren, rivieren en andere zoete wateren. De soort komt voor in hypertroof tot meso-oligotroof water. 

## Kenmerken
De lichtgroene, vertakte stengels hebben een lengte van 30–100 cm. Ze groeien in verticale en in horizontale richting. In vergelijking tot brede waterpest is smalle waterpest lichtgroener en heeft het dunnere, tengere stengels en lijkt de soort meer kroezend en onregelmatig. De plant is tweehuizig. In Europa komen bijna alleen exemplaren met vrouwelijke bloemen voor (bloeiperiode: mei tot augustus). De vermeerdering vindt hier voornamelijk vegetatief plaats. In Japan is van smalle waterpest alleen de mannelijke vorm bekend.
Smalle waterpest overwintert met de, op de onderwaterbodem liggende, stengeldelen.

## Toepassingen
Smalle waterpest wordt gebruikt als aquariumplant. De plant voorziet het water van de nodige zuurstof. Hiernaast is de plant allopathisch waardoor de algengroei in het water wordt geremd. De soort groeit ook zonder dat deze geplant wordt, het is namelijk in staat de voedingsstoffen zeer efficiënt uit de waterkolom op te nemen.

## Invasieve uitheemse soort
Door zijn ongebreidelde groei ontwikkelt smalle waterpest zich tot een dikke mat die het licht blokkeert voor inheemse waterplanten. Tevens veroorzaakt de plant economische schade door problemen in de waterdoorvoer van kanalen en vaarten en de afname van recreatieve activiteiten op het water.
Smalle waterpest staat op de lijst van invasieve uitheemse soorten die zorgwekkend zijn voor de Unie. Verspreiding binnen de EU-landen wordt zo tegengegaan door een verbod op de verkoop en uitwisselen van exemplaren, de aanplant, het transport en maatregelen tegen onbedoelde introductie en een snelle uitroeiingsverplichting voor nieuw ontstane populaties.